# Senryū Shōjo
Senryū Shōjo (川柳少女?) es una serie de manga japonés escrita e ilustrada por Masakuni Igarashi. La serie se publicó por entregas en la revista Shūkan Shōnen Magazine de Kōdansha desde el 19 de octubre de 2016 hasta el 22 de abril de 2020, y se compiló en trece volúmenes. Una adaptación de la serie a anime producido por el estudio Connect se emitió del 6 de abril al 22 de junio de 2019 en el bloque de programación Animeism.

## Argumento
La historia se centra en la relación entre Nanako Yukishiro, una chica que solo se comunica a través de senryūs escrito en tanzakus, y Eiji Busujima, un ex delincuente que intenta escribir su propio senryū. La historia sigue sus diferentes tomas de la vida cotidiana a través de su senryū. La mayoría de los capítulos toman la forma de una colección de yonkomas con algunas páginas más tradicionales; estos cuentan la historia del capítulo cuando se leen en orden.

## Personajes
Nanako Yukishiro (雪白 七々子 Yukishiro Nanako?)
 Seiyū: Kana Hanazawa
Una chica de secundaria que es taciturna y sufre de un tipo de Ansiedad social que le impide comunicarse verbalmente, en su lugar lo hace exclusivamente a través de sus senryūs, una forma de haiku, por eso siempre lleva consigo varios tanzakus en donde los escribe. Esta costumbre se la inculcó Eiji cuando la conoció en un club literario y se dio cuenta de su ansiedad social, por este motivo, Nanako se siente muy atraída por él y le dedica muchos de sus senryū, aunque al principio él no podía entender los verdaderos motivos de los mismos. A pesar de a veces tener actitudes algo llamativas, es muy dulce y bromista. Es una de las miembros del Club de Literatura de su escuela.
Eiji Busujima (毒島 エイジ Busujima Eiji?)
 Seiyū: Tasuku Hatanaka
Es un ex delincuente que pudo enderezar su camino gracias a los senryū, a pesar de que aún le cuesta escribirlos. Es el principal soporte afectivo de Nanako y su interés romántico, aunque él no se percata, ya que por su vida delictiva nunca había conocido lo que es el amor. A pesar de que quiere dejar su pasado atrás, su apariencia imponente y expresiones duras hacen que los demás aun lo consideren un pandillero. Siempre visto con un gakuran con una sudadera con capucha blanca debajo. Eiji ocupa el segundo lugar en términos de desconexión entre su exterior duro y su afiliación al club de Literatura. Adora bastante a su hermanita Hanabi.
Amane Katagiri (片桐 アマネ Katagiri Amane?)
 Seiyū: Sayuri Yahagi
Es la presidenta del club de literatura que apoya mucho los intentos de Nanako de cortejar a Eiji. Le encanta acechar a los dos para espiar sus momentos íntimos. Es una de las estudiantes de más alto rango académico dentro de su grupo de año, trabaja en varios trabajos de medio tiempo. También es una novelista consumada, aunque mantiene el hecho oculto tanto a Nanako como a Eiji. Sin embargo, Nanako y Eiji descubren rápidamente su secreto.
Koto Ōtsuki (大月 琴 Ōtsuki Koto?)
 Seiyū: Rikako Aida
La amiga de la infancia de Eiji, que es dos años mayor y asiste a la misma escuela secundaria que él. Es la Presidenta del club «Modern US army combatative», tiene una figura muy desarrollada y un físico fuerte. Adora mucho a Eiji y le encanta burlarse de él, así como de Nanako. Si bien parece apoyar a Nanako y Eiji, parece tener algunos sentimientos por el propio Eiji. Casualmente, Koto ocupa el primer lugar en términos de desconexión entre su exterior duro y su afiliación al club.
Kino Yakobe (矢工部 キノ Yakobe Kino?)
 Seiyū: Misaki Kuno
Una estudiante de secundaria muy tímida que prefiere comunicarse a través de sus dibujos. Como Nanako, ella no habla a través de la comunicación verbal. Además, se pone muy nerviosa cuando interactúa cara a cara, por lo que dibuja su rostro en su bloc de dibujo y lo sostiene cuando se comunica.
Tao Hanakai (花買 タオ Hanakai Tao?)
 Seiyū: Sumire Uesaka
Una chica de secundaria lúgubre y contundente famosa por sus adivinaciones altamente precisas como adivina. Oculta su identidad como adivina en la escuela separando su cabello en la dirección opuesta. Ella confía en su adivinación para todo lo que hace. Ella nunca se ha equivocado con su fortuna.
Hanabi Busujima (毒島 花火 Busujima Hanabi?)
 Seiyū: Suzuko Hara
La hermana menor de Eiji Busujima. Eiji la adora constantemente cuando es joven. Se la ve un par de veces a lo largo de la serie y, a menudo, dice líneas que son inocentes para los niños de su edad, pero hace que las cosas sean incómodas para su hermano y Nanako.

## Media

### Manga
Senryū Shōjo está escrito e ilustrado por Masakuni Igarashi. Comenzó a publicarse en la revista Shūkan Shōnen Magazine de Kōdansha el 19 de octubre de 2016. En febrero de 2020, se anunció que el manga terminaría con trece volúmenes. El manga terminó el 22 de abril de 2020.
| Volúmenes de manga publicados | Volúmenes de manga publicados | Volúmenes de manga publicados |
| Número                        | Fecha de publicación          | ISBN                          |
| ----------------------------- | ----------------------------- | ----------------------------- |
| 1                             | 17 de abril de 2017           | ISBN 978-4-06-395885-0        |
| 2                             | 14 de julio de 2017           | ISBN 978-4-06-510061-5        |
| 3                             | 17 de octubre de 2017         | ISBN 978-4-06-510309-8        |
| 4                             | 16 de febrero de 2018         | ISBN 978-4-06-510968-7        |
| 5                             | 15 de junio de 2018           | ISBN 978-4-06-511619-7        |
| 6                             | 14 de septiembre de 2018      | ISBN 978-4-06-512603-5        |
| 7                             | 17 de diciembre de 2018       | ISBN 978-4-06-513485-6        |
| 8                             | 15 de marzo de 2019           | ISBN 978-4-06-514442-8        |
| 9                             | 17 de junio de 2019           | ISBN 978-4-06-515310-9        |
| 10                            | 17 de julio de 2019           | ISBN 978-4-06-515691-9        |
| 11                            | 17 de octubre de 2019         | ISBN 978-4-06-516448-8        |
| 12                            | 17 de febrero de 2020         | ISBN 978-4-06-518171-3        |
| 13                            | 17 de junio de 2020           | ISBN 978-4-06-518850-7        |

### Anime
Se anunció una adaptación de la serie a anime el 6 de diciembre de 2018. La serie fue animada por el estudio Connect, con Masato Jinbo dirigiendo y escribiendo la serie, y Maki Hashimoto diseñando los personajes. Se emitió del 6 de abril al 22 de junio de 2019 en el bloque de programación Animeism en MBS, TBS y BS-TBS. Sonoko Inoue interpretó el tema de apertura de la serie «Kotonoha no Omoi» (コトノハノオモイ?) , mientras que Rikako Aida interpretó el tema de cierre de la serie «Ordinary Love». Sentai Filmworks obtuvo la licencia de la serie en todo el mundo, excepto Asia. Muse Communication obtuvo la licencia del anime en el sudeste asiático.

## Recepción
La adaptación al anime generó más de 100.000 copias para la venta del manga. El manga tiene más de 600.000 copias vendidas impresas.